# 플림스 암반산사태

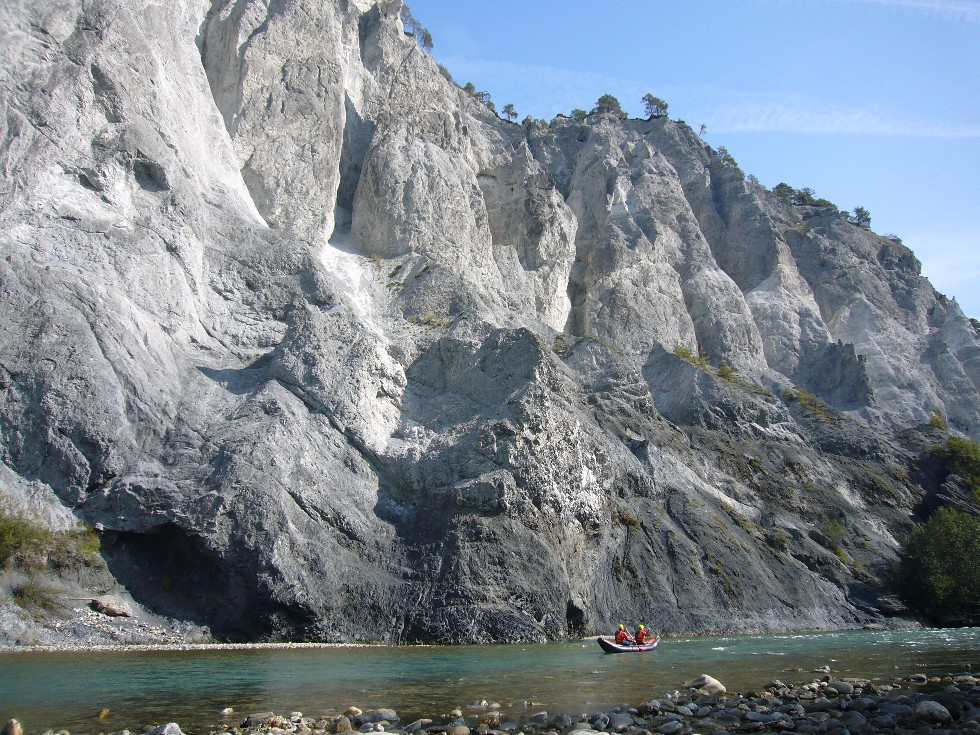
플림스 암반산사태 파편을 절단하는 라인강

플림스 암반 산사태(Flims rockslide)는 스위스 동부에서 약 10,000년 전(기원전 8000년) 발생했다. 그것은 알프스산맥에서 알려진 가장 큰 산사태이며, 그 영향이 여전히 가시적인 세계 최대 규모로, 역사적인 스위스 골다우 산사태의 약 300배에 달하는 약 12k㎥의 암석을 움직였다. 플림스의 마을은 산사태로 드러난 표면이 파편 아래에서 사라지는 라인강에서 찾을 수 있다. 플림스 북쪽 플림저슈타인의 암벽은 높이가 350m인 반면 더 서쪽으로 갈수록 미끄럼 표면이 뚜렷하게 보인다. 플림스의 남쪽은 숲이었던 거대한 구릉지 잔해 지역이다. 그 이후로 이 지역은 농사를 짓기에 적합하지 않기 때문에 첫째, 그 모양과 물 부족 때문에 더욱 그렇다. 라인강은 루이놀타라고 불리는 협곡에서 이 잔해물을 건넌다. 라인강은 여전히 잔해 속에서 흘러내리고 있어 아직 사고 전과 같은 수준에 도달하지 못했다는 것을 알 수 있다. 잔해 지역에서 가장 높은 언덕은 산사태 표면의 끝에서 플림스보다 거의 200m 높다.

## 풍경

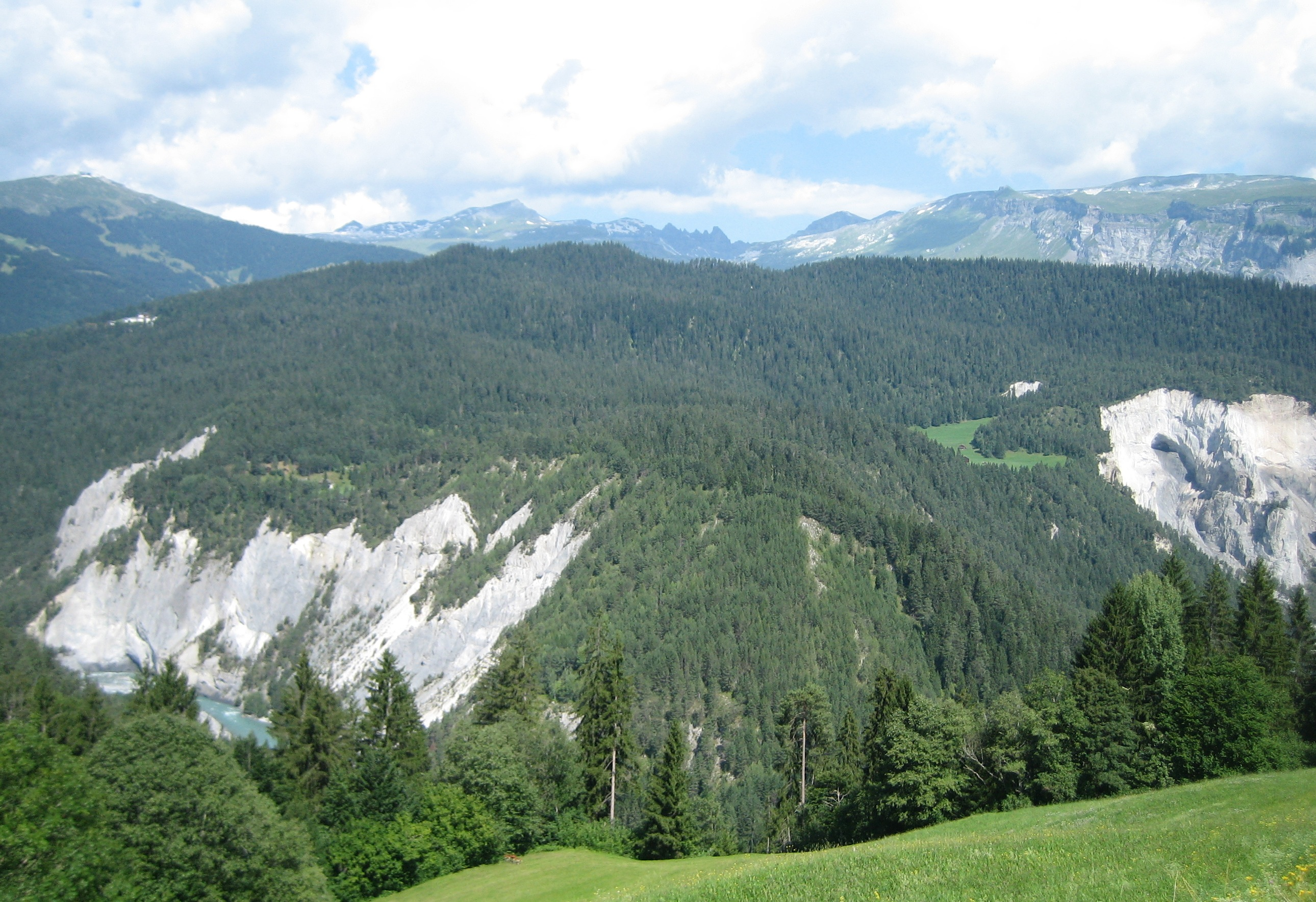
남쪽에서 본 잔해 지역

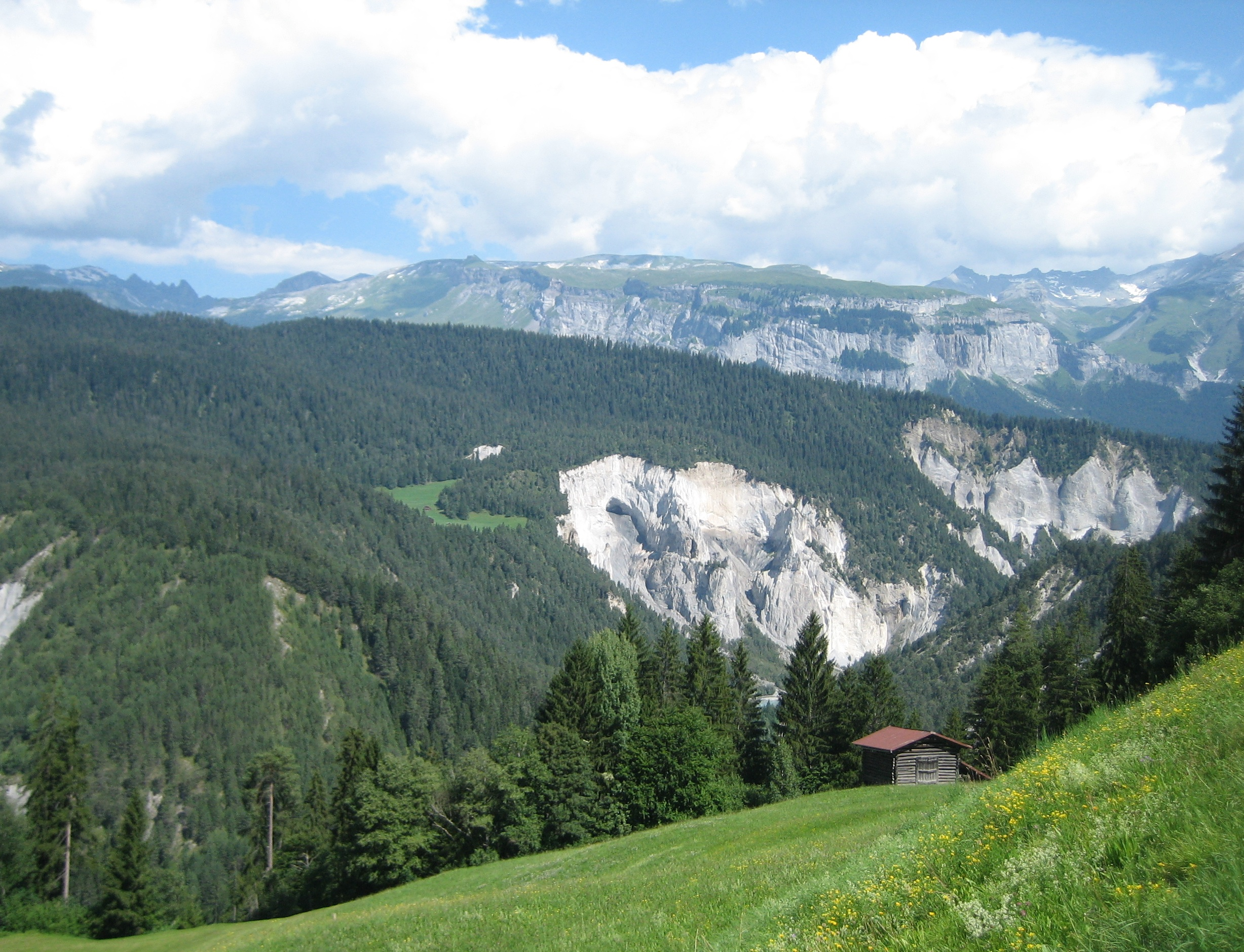
플림스는 이 언덕 뒤에 위치한다

미끄럼 표면의 상단은 필드카송(Fil de Cassons)의 플림스 북쪽 해발 2,700m에서 찾을 수 있다. 미끄럼 표면의 끝은 약 1100이다. 사전 미끄럼 계곡은 600m에 있었을 것이다. 암석은 이회암을 포함한 중생대 석회암이다. 슬라이드 각도는 (단) 20°~25°이다. 잔해는 40k㎥에 걸쳐 있다. 압력은 잔해물을 함께 약간 안정된 암석으로 구웠다. 라인강이 계곡의 기초라는 점을 감안할 때 잔해는 600m만큼 높다. 이 잔해는 포더라인강을 댐으로 만들고 일란츠에 호수를 만들었다. 지역. 호수의 수위는 해발 최대 840m인 것으로 밝혀졌으며, 이로 인해 길이가 약 16km인 호수가 되었다.

## 연대측정

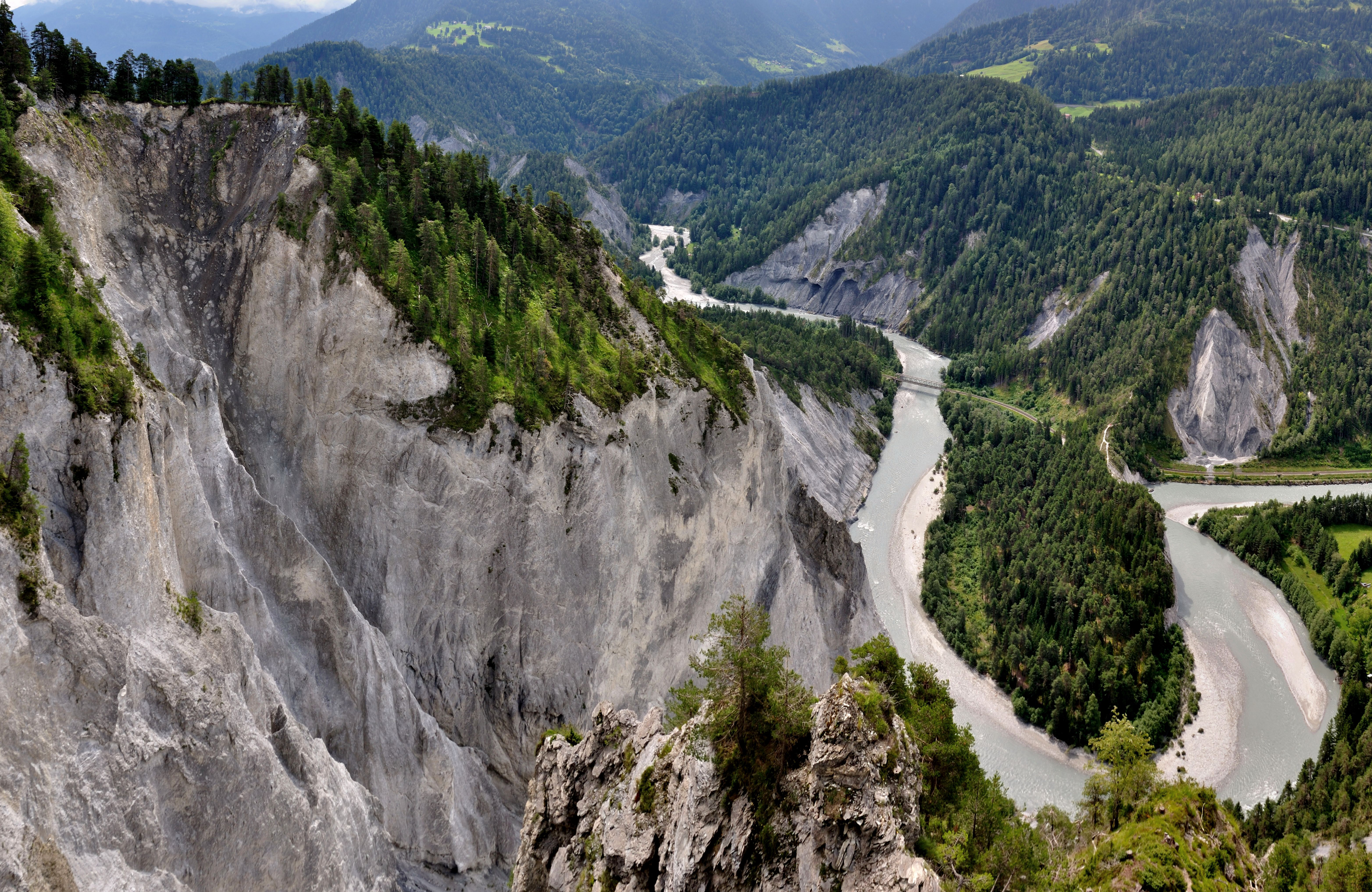
철교가 보이는 라인 협곡 루이놀타

취리히 지질학 연구소(ETH Zürich)의 클레멘스 아우겐슈타인은 플라비오 안셀메티 교수와 함께 오버삭센 근처 1,137m에 있는 다클리제라는 작은 호수에서 퇴적물을 탐사했다. 강이 흐르지 않는 호수는 플림스 맞은편에 있으며, 약 9.7km 떨어져 있다. 이 크기의 사건이 거대한 먼지구름을 생성했을 것이기 때문에, 그들은 먼지를 찾고 있었다. 퇴적물을 다섯 번 파헤쳐보니 석회암 먼지가 박혀 있는 것을 발견했다. 탄소 연대측정을 사용하여 석회석 먼지는 10055년(플러스/마이너스 195년) 된 것으로 밝혀졌다.
두 번째 출처는 라비우사강 상류 약 3.2km 상류에 있는 이 지역의 잔해 내부에서 발견된 목재로, 그것은 필드카송 지역에서 확인된 거대한 바위에 의해 덮여 있었고, 그래서 그 사건은 이 지점에 도달했다. 연륜연대학에 비해 너무 오래되었지만, 위의 탄소 연대 측정을 확인한다.

## 유량계

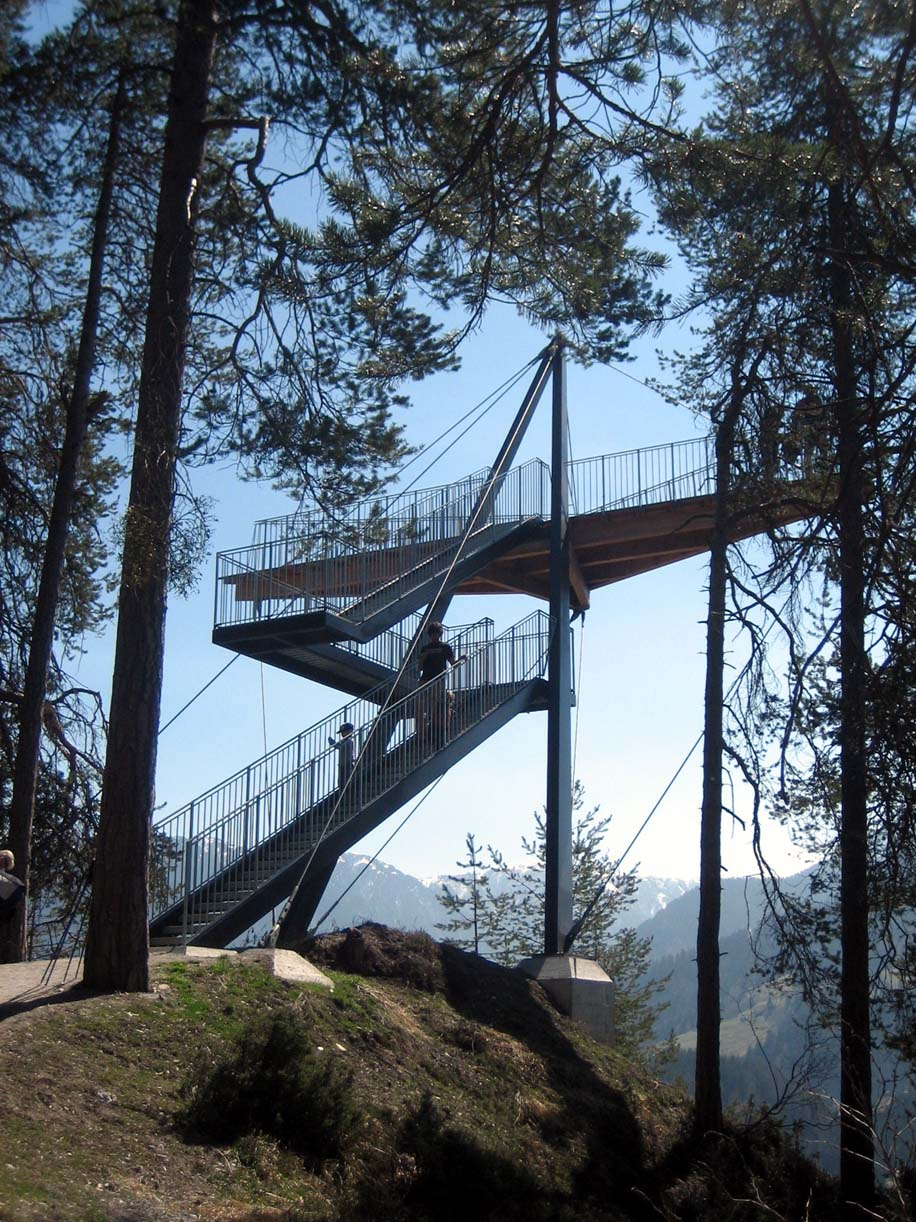
플림스 근처 콘의 전망대

암반 산사태 후 대부분의 물은 잔해의 상단 부분을 통해 빠져나갔다. 알프스와 스코틀랜드에서도 강이 사라지는 몇 가지 예가 있다. 잔해 지역의 호수는 여전히 카우마호와 같은 방식으로 행동한다. 일란츠 호수는 물이 잔해를 뚫고 협곡을 만들기 약 1000년에서 2000년 전에 존재했다.

## 관광
- 발렌다스 위의 두트옌은 반대편에 있으며 좋은 풍경을 제공한다.
- 플림스에서 카송그라트까지의 공중 케이블카는 산사태가 갈라진 가장자리까지 연결된다. 이 능선에도 다양한 하이킹 노선이 있다. 한 루트는 발바르기스를 통한 오르막을 사용하는데, 정상에 도달하기 전에 암석 지대를 볼 수는 없지만, 아마도 가장 좋은 오르막일 것이다.[3]
- 래티셰 철도 노선은 라인강 근처에서 루이놀타를 가로지른다. 기차역으로의 접근을 제외하고는 이 지역으로 가는 도로와 주차장이 없다. 보도는 협곡의 3분의 2로 이어지며, 마지막 부분은 2010/2011년에 건설된다. 연결은 협곡 밖으로 이어진다.
- 잔해 위쪽의 콘에는 루이놀타가 내려다보이는 일반적인 스위프트 모양의 전망대가 있다. 그곳을 걷다 보면 자연적인 지표수가 없기 때문에 고대 농부들이 이 지역의 일부 들판에 물을 공급하기 위해 만든 작은 인공 개울을 만날 수 있다.
- 라인강에서 래프팅을 즐길 수 있다.